# Динамо (гандбольный клуб, Минск)
«Динамо» (бел. Дынама) — белорусский гандбольный клуб из Минска. Создан в июне 2008 года. Расформирован в 2014 году.
Чемпион Балтийской лиги (2009), пятикратный Чемпион Беларуси (2009, 2010, 2011, 2012, 2013), обладатель Кубка Беларуси (2010, 2013), участник 1/8 Лиги чемпионов (2012/2013).

## История
Постановлением Президиума ЦС БФСО «Динамо» от 26 мая 2008 года № 14 было объявлено о создании спортивного учреждения «Гандбольный клуб «Динамо-Минск». Уже в следующем году клуб завоёвывает первые трофеи: выигрывает чемпионат Беларуси и Балтийскую лигу. В Кубке Беларуси минчане доходят до финала.
В 2010 «Динамо» становится Чемпионом Беларуси, обладателем Кубка Беларуси, выигрывает 1-й тур Межнациональной лиги, а также впервые проходит в групповой этап Лиги чемпионов. После выступления в Лиге чемпионов сезона 2010/11 клуб был признан Европейской федерацией гандбола самым прогрессирующим проектом. До этого момента, ни один клуб в мире не попадал в Лигу чемпионов всего за три года своего существования.
Сезон 2012/2013 стал самым успешным в истории клуба. В нём «Динамо» в пятый раз стало Чемпионом Беларуси, взяло Кубок страны, дошло в Лиге чемпионов до 1/8 финала. После этого сезона клуб покидает украинский специалист Сергей Бебешко, занимавший до этого должность главного тренера.

## Достижения
- Чемпион Беларуси: 2009, 2010, 2011, 2012, 2013
- Чемпион Балтийской лиги: 2009
- Обладатель Кубка Беларуси: 2010, 2013; финалист Кубка Беларуси: 2009
- Победитель 1-го тура Межнациональной лиги: 2010